# Lew Jewgenjewitsch Omeltschenko
Lew Jewgenjewitsch Omeltschenko (russisch Лев Евгеньевич Омельченко; * 6. Juni 1922 in Schaschkiw; † 12. August 2015) war ein sowjetischer Schachspieler, der hauptsächlich durch seine Erfolge im Fernschach bekannt wurde.

## Fernschach
Omeltschenko, der im Nahschach den Rang eines Meisteranwärters innehatte, gewann 1970 und 1972 die 9. und 10. Fernschachmeisterschaft der UdSSR.
Er hatte großen Anteil daran, dass sein Land bei der 7. und 8. Fernschach-Olympiade die Goldmedaille errang. In der Endrunde der 9. Fernschach-Weltmeisterschaft 1977 belegte er Platz 11. Er wurde Sieger im stark besetzten internationalen Kurt-Klar-Gedenkturnier 1984/87, ebenso ein Jahr später im Bertl-von-Massow-Turnier.
Für seine Erfolge im Fernschach wurde er 1971 mit dem Titel Meister des Sports der UdSSR ausgezeichnet. 1986 erhielt er den Titel Großmeister im Fernschach.

## Privates
Omeltschenko studierte in Leningrad bis 1950 Jura und arbeitete danach als Richter in Pjatigorsk.